# Liste der Baudenkmale in Dettum
In der Liste der Baudenkmale in Dettum sind die Baudenkmale der niedersächsischen Gemeinde Dettum und ihrer Ortsteile aufgelistet. Der Stand der Liste ist der 3. Februar 2021. Die Quelle der Baudenkmale ist der Denkmalatlas Niedersachsen.

## Allgemein
In den Spalten befinden sich folgende Informationen:
- Lage: die Adresse des Baudenkmales und die geographischen Koordinaten. Kartenansicht, um Koordinaten zu setzen. In der Kartenansicht sind Baudenkmale ohne Koordinaten mit einem roten Marker dargestellt und können in der Karte gesetzt werden. Baudenkmale ohne Bild sind mit einem blauen Marker gekennzeichnet, Baudenkmale mit Bild mit einem grünen Marker.
- Bezeichnung: Bezeichnung des Baudenkmales
- Beschreibung: die Beschreibung des Baudenkmales. Unter § 3 Abs. 2 NDSchG werden Einzeldenkmale und unter § 3 Abs. 3 NDSchG Gruppen baulicher Anlagen und deren Bestandteile ausgewiesen.
- ID: die Objekt-ID des Baudenkmales
- Bild: ein Bild des Baudenkmales, ggf. zusätzlich mit einem Link zu weiteren Fotos des Baudenkmals im Medienarchiv Wikimedia Commons. Wenn man auf das Kamerasymbol klickt, können Fotos zu Baudenkmalen aus dieser Liste hochgeladen werden:

## Dettum

### Gruppe: Ehem. Pfarrhof Hauptstraße 1
Die Gruppe „Ehem. Pfarrhof Hauptstraße 1“ hat die ID 33966716.

| Lage                                       | Bezeichnung        | Beschreibung | ID       | Bild |
| ------------------------------------------ | ------------------ | ------------ | -------- | ---- |
| Hauptstraße 1 52° 10′ 24″ N, 10° 39′ 58″ O | Wohnhaus           |              | 34087940 | BW   |
| Hauptstraße 1 52° 10′ 24″ N, 10° 39′ 57″ O | Wirtschaftsgebäude |              | 34087962 | BW   |

### Gruppe: Hofanlage Parkstraße 4
Die Gruppe „Hofanlage Parkstraße 4“ hat die ID 33966615.

| Lage                                      | Bezeichnung | Beschreibung | ID       | Bild |
| ----------------------------------------- | ----------- | ------------ | -------- | ---- |
| Parkstraße 4 52° 10′ 20″ N, 10° 39′ 53″ O | Wohnhaus    |              | 34088257 | BW   |

### Gruppe: Hofanlage Hauptstraße 10
Die Gruppe „Hofanlage Hauptstraße 10“ hat die ID 33966632.

| Lage                                        | Bezeichnung | Beschreibung | ID       | Bild |
| ------------------------------------------- | ----------- | ------------ | -------- | ---- |
| Hauptstraße 10 52° 10′ 18″ N, 10° 39′ 57″ O | Torhaus     |              | 34088055 | BW   |
| Hauptstraße 10 52° 10′ 18″ N, 10° 39′ 58″ O | Wohnhaus    |              | 34088031 | BW   |
| Hauptstraße 10 52° 10′ 17″ N, 10° 40′ 0″ O  | Stall       |              | 34088079 | BW   |
| Hauptstraße 10 52° 10′ 17″ N, 10° 39′ 58″ O | Scheune     |              | 34088100 | BW   |

### Einzelbaudenkmale
| Lage                                        | Bezeichnung | Beschreibung                        | ID       | Bild |
| ------------------------------------------- | ----------- | ----------------------------------- | -------- | ---- |
| Kirchstraße 52° 10′ 24″ N, 10° 40′ 1″ O     | Kirche      | Kirche St. Johannes Baptista Dettum | 34088145 |      |
| Im Winkel 2 52° 10′ 20″ N, 10° 40′ 8″ O     | Wohnhaus    |                                     | 34088121 | BW   |
| Bahnhofstraße 1 52° 10′ 8″ N, 10° 39′ 58″ O | Villa       |                                     | 34087891 | BW   |
| Hauptstraße 9 52° 10′ 17″ N, 10° 39′ 56″ O  | Wohnhaus    |                                     | 34088005 | BW   |

## Mönchevahlberg

### Gruppe: Hofanlage Dorfstraße 4
Die Gruppe „Hofanlage Dorfstraße 4“ hat die ID 33966632.

| Lage                                    | Bezeichnung  | Beschreibung | ID       | Bild |
| --------------------------------------- | ------------ | ------------ | -------- | ---- |
| Dorfstraße 4 52° 8′ 56″ N, 10° 40′ 6″ O | Wohnhaus     |              | 34088415 | BW   |
| Dorfstraße 4 52° 8′ 56″ N, 10° 40′ 8″ O | Scheune      |              | 34088468 | BW   |
| Dorfstraße 4 52° 8′ 55″ N, 10° 40′ 9″ O | Scheune      |              | 34088491 | BW   |
| Dorfstraße 4 52° 8′ 55″ N, 10° 40′ 7″ O | Stallscheune |              | 34088443 | BW   |

### Gruppe: Hofanlage Dorfstraße 1
Die Gruppe „Hofanlage Dorfstraße 1“ hat die ID 33966649.

| Lage                                    | Bezeichnung  | Beschreibung | ID       | Bild |
| --------------------------------------- | ------------ | ------------ | -------- | ---- |
| Dorfstraße 1 52° 8′ 52″ N, 10° 40′ 5″ O | Wohnhaus     |              | 34088326 | BW   |
| Dorfstraße 1 52° 8′ 51″ N, 10° 40′ 4″ O | Einfriedung  |              | 39099288 | BW   |
| Dorfstraße 1 52° 8′ 51″ N, 10° 40′ 8″ O | Scheune      |              | 39099104 | BW   |
| Dorfstraße 1 52° 8′ 50″ N, 10° 40′ 8″ O | Nebengebäude |              | 34088373 | BW   |
| Dorfstraße 1 52° 8′ 50″ N, 10° 40′ 7″ O | Nebengebäude |              | 34088350 | BW   |
| Dorfstraße 1 52° 8′ 50″ N, 10° 40′ 5″ O | Kemenate     |              | 39098965 | BW   |

### Einzelbaudenkmale
| Lage                                      | Bezeichnung | Beschreibung | ID       | Bild |
| ----------------------------------------- | ----------- | ------------ | -------- | ---- |
| Dorfstraße 52° 8′ 50″ N, 10° 40′ 6″ O     | Kirche      |              | 34088301 |      |
| Schulstraße 12 52° 8′ 49″ N, 10° 40′ 4″ O | Wohnhaus    |              | 34088514 | BW   |

## Weferlingen

### Einzelbaudenkmale
| Lage                                     | Bezeichnung | Beschreibung | ID       | Bild |
| ---------------------------------------- | ----------- | ------------ | -------- | ---- |
| Kirchweg 11 52° 9′ 18″ N, 10° 41′ 18″ O  | Wohnhaus    |              | 34088655 | BW   |
| Burgstraße 5 52° 9′ 15″ N, 10° 41′ 17″ O | Wohnhaus    |              | 34088605 | BW   |